# Parafia Nawiedzenia Najświętszej Maryi Panny w Poznaniu
Parafia pw. Nawiedzenia Najświętszej Maryi Panny w Poznaniu – parafia rzymskokatolicka znajdująca się w archidiecezji poznańskiej w dekanacie Poznań-Rataje. 
Erygowana w 1981. Mieści się przy ulicy Wyzwolenia na Osiedlu Bohaterów II Wojny Światowej.